# Cisza wyborcza
Cisza wyborcza – okres, w którym pod groźbą kary zabroniony jest jakikolwiek rodzaj agitacji politycznej. Z założenia cisza wyborcza ma być czasem, w którym obywatele, po kampanii, mogą zastanowić się, jakiego chcą dokonać wyboru.
Zakazem objęte są wszelkie wystąpienia polityczne, manifestacje, audycje radiowe i telewizyjne z udziałem kandydatów, publikacje na ich temat, czy naklejanie plakatów. Zabronione jest także publikowanie sondaży wyborczych.
W prawodawstwie wielu krajów cisza wyborcza nie występuje (m.in. w Niemczech, ponadto w Stanach Zjednoczonych od roku 1992, w którym to Sąd Najwyższy Stanów Zjednoczonych orzekł, że cisza wyborcza jest niezgodna z konstytucją, a zakazane może być tylko wieszanie plakatów, czy inna forma agitacji, ale tylko w obrębie komisji wyborczych).

## Cisza wyborcza w Polsce
W Polsce (od 1990 r.) cisza wyborcza rozpoczyna się o północy w dniu poprzedzającym dzień głosowania, a kończy się po zakończeniu głosowania (po zamknięciu lokali wyborczych); dotyczy także kampanii referendalnej.
Za naruszenie ciszy wyborczej będące wykroczeniem grozi grzywna. Za naruszenie ciszy wyborczej uważa się nie tylko prowadzenie agitacji, ale również wszelkie dynamiczne nośniki reklamy politycznej. Zgodnie z prawem, w czasie ciszy wyborczej mogą wisieć plakaty powieszone przed ciszą, ale nie mogą pojawiać się nowe (jednocześnie niezgodne z prawem jest zrywanie w czasie ciszy wyborczej plakatów wywieszonych przed ciszą). Kontrowersyjną sprawą są plakaty umieszczone na środkach transportu publicznego. Zostały one naklejone przed ciszą, ale w czasie ciszy wyborczej pojawiają się w miejscach, gdzie wcześniej ich nie było. Naruszeniem ciszy wyborczej nie jest zachęcanie do wzięcia udziału w wyborach, jeżeli nie agituje się na rzecz określonego kandydata lub komitetu wyborczego. Zachęcanie lub zniechęcanie do głosowania w referendum stanowi jednak naruszenie ciszy referendalnej, gdyż frekwencja w przypadku takiego głosowania decyduje o tym, czy referendum jest wiążące.
Poniżej w tabeli przedstawiono dni ciszy wyborczej przed i w trakcie poszczególnych wyborów i referendów w Polsce.
| Wybory prezydenckie                           | Wybory parlamentarne    | Wybory samorządowe      | Wybory do Parlamentu Europejskiego | Referenda               |
| --------------------------------------------- | ----------------------- | ----------------------- | ---------------------------------- | ----------------------- |
| 23–25 listopada 8-9 grudnia 1990              | 27 października 1991    | 26–27 maja 1990         | 12–13 czerwca 2004                 | 17–18 lutego 1996       |
| 4–5 listopada 18-19 listopada 1995            | 18–19 września 1993     | 18–19 czerwca 1994      | 6–7 czerwca 2009                   | 24–25 maja 1997         |
| 7–8 października 2000                         | 20–21 września 1997     | 10–11 października 1998 | 24–25 maja 2014                    | 6–8 czerwca 2003        |
| 8–9 października 2005 22-23 października 2005 | 22–23 września 2001     | 26–27 października 2002 | 25–26 maja 2019                    | 5–6 września 2015       |
| 19–20 czerwca 2010 3-4 lipca 2010             | 24–25 września 2005     | 11–12 listopada 2006    | 8–9 czerwca 2024                   | 14–15 października 2023 |
| 9–10 maja 2015 23-24 maja 2015                | 20–21 października 2007 | 20–21 listopada 2010    | –                                  | –                       |
| 27–28 czerwca 2020 11-12 lipca 2020           | 8–9 października 2011   | 15–16 listopada 2014    | –                                  | –                       |
| 17–18 maja 2025 31 maja-1 czerwca 2025        | 24–25 października 2015 | 20–21 października 2018 | –                                  | –                       |
| –                                             | 12–13 października 2019 | 6–7 kwietnia 2024       | –                                  | –                       |
| –                                             | 14–15 października 2023 | –                       | –                                  | –                       |

## Omijanie ciszy wyborczej w Polsce – „bazarek”
W dobie internetu zakaz publikowania sondaży wyborczych oraz wstępnych wyników exit poll zaczął być omijany poprzez wykorzystywanie nazw zastępczych dla ugrupowań politycznych i kandydatów oraz podpisywanie procentów poparcia/zebranych głosów jako cen. Proceder takiego omijania ciszy wyborczej odbywa się najczęściej na serwisie społecznościowym Twitter pod hasztagiem „#bazarek”.
W trakcie wyborów prezydenckich w 2015 roku Andrzej Duda w tego typu sondażach podpisywany był jako „Budyń”, natomiast Bronisław Komorowski określany był pseudonimem „Bigos”. W przypadku wstępnych wyników exit pollu kandydaci podpisywani byli kolejno jako „kiełbasa krakowska” oraz „kiełbasa myśliwska”, co nawiązywało do miasta rodzinnego Dudy oraz hobby Komorowskiego. Podobnie było w trakcie wyborów prezydenckich z 2020 roku, kiedy urzędujący prezydent Andrzej Duda ponownie został nazwany „Budyniem”, natomiast pozostali kandydaci otrzymali pseudonimy:
- Dżem – Rafał Trzaskowski
- Cytryny – Szymon Hołownia
- Ziemniaki – Władysław Kosiniak-Kamysz
- Wiosła – Robert Biedroń
- Konfitury – Krzysztof Bosak[4].

Ta sama technika została wykorzystana także w czasie wyborów parlamentarnych. Wtedy to kandydujące ugrupowania były podpisywane jako:
|              | 2015                               | 2019                           | 2023                          |
| ------------ | ---------------------------------- | ------------------------------ | ----------------------------- |
| PiS          | Pistacje, Kaczki, Kaczka           | Pistacje, Pieprz i Sól         | Pistacje, Pisaki              |
| PO           | Pomidory, Pomarańcze, Ośmiorniczki | –                              | –                             |
| Razem        | Śliwki                             | –                              | –                             |
| KORWiN       | Muszki, Muchy                      | –                              | –                             |
| PSL          | Jabłka                             | Koniczyna, Ciastka, Ciasteczka | –                             |
| ZL           | Umywalki, Zlew, Zlewozmywak        | –                              | –                             |
| Kukiz’15     | Ciastka, Ciasteczka                | –                              | –                             |
| Nowoczesna   | Swetry, Petruszka                  | –                              | –                             |
| SLD          | –                                  | Lawenda, Pomidory, Zlewy       | –                             |
| Konfederacja | –                                  | Konfitury                      | Konfitury                     |
| KO           | –                                  | Kolendra                       | Kolendra, Kokosanki, Pomidory |
| BS           | –                                  | –                              | Bezy, Bez                     |
| TD           | –                                  | –                              | Trzcina, Ogórki i Cytryny     |
| NL           | –                                  | –                              | Lawenda                       |

„Bazarek” praktykowany był również w trakcie wyborów samorządowych w 2018 roku oraz wyborów do Parlamentu Europejskiego w 2019 roku (KE była wtedy podpisywana jako Kefir).